# Liga Mundial de Polo Aquático Feminino de 2016
A Liga Mundial de Polo Aquático Feminino de 2016 foi a 13º edição da Liga Mundial Feminina, organizado pela FINA. A Super Final aconteceu em Xangai, China, com a vitória da Seleção Estadunidense Feminina de Polo Aquático.